# Lichtenberg (Haute-Autriche)
Pour les articles homonymes, voir Lichtenberg.
Lichtenberg est une commune autrichienne de Haute-Autriche.
1. ↑  « Einwohnerzahl 1.1.2018 nach Gemeinden mit Status, Gebietsstand 1.1.2018 », Statistik Austria (en) (consulté le 9 mars 2019)